# Тисасигет
Тисасигет (мађ. Tiszasziget) је село у Мађарској, јужном делу државе. Село управо припада Сегединском срезу Чонградско-чанадске жупаније, са седиштем у Сегедину.

## Природне одлике
Насеље Тисасигет налази у јужном делу Мађарске, непосредно уз државну границу са Србијом. Непосредно јужно од села смештен је малогранични прелаз ка Србији и селу Ђала у Општини Нови Кнежевац.
Историјски гледано, село припада крајње северном делу Баната, који је остало у оквирима Мађарске. Подручје око насеља је равничарско (Панонска низија), приближне надморске висине око 77 m. Источно од насеља протиче река Тиса, мада историјски се насеље убраја у Поморишје.

## Становништво
Према подацима из 2013. године Тисасигет је имао 1.739 становника. Последњих година број становника се повећава.
Претежно становништво у насељу су Мађари римокатоличке вероисповести.